# 巴里坤歷史
巴里坤歷史是中國新疆巴里坤地區的歷史。

## 區劃史
- 古为蒲类国属地。

- 汉宣帝本始二年（前72年），設蒲类将军，联合乌孙击匈奴。

- 汉宣帝神爵二年（前60年）設西域都護府，伊吾盧和蒲類國歸西域都護府管轄。

- 東漢永平十六年（73年）置宜禾都尉，魏晉因之。

- 東晉咸和二年（327年），前涼張駿攻取伊吾。伊吾劃屬敦煌郡治理。

- 北涼玄始十二年（423年）四月，西涼殘部唐契、唐和兄弟二人擁立李寶為伊吾王，建立後西涼。

- 北魏太安二年（456年），敦煌鎮將尉眷率兵攻占伊吾。

- 北魏太和十二年（488年）置伊吾郡。

- 隋大業四年（608年），煬帝派裴炬和將軍薛世雄率軍屯駐伊吾。

- 隋大業六年（610年）置伊吾郡。

- 唐貞觀四年（630年）置西伊州，轄伊吾（今哈密）、柔遠（今沁城）、納職（今四堡）三縣。

- 貞觀六年（632年）改稱伊州。

- 贞观十四年（640年）建蒲类县，属伊州。

- 貞觀二十二年（648年）蒲類隸安西都護府。

- 景龍元年（707年）蒲類屬伊州管轄。

- 景龙四年（710年），派伊吾军3000人在甘露川筑城（今大河古城，位于巴里坤大河镇东头渠村）。

- 天寶元年（742年）改為伊吾郡。

- 乾元元年（758年）復稱伊州，隸隴右道。

- 廣德二年（764），伊吾被吐蕃占領。

- 1124年，伊州、蒲類歸屬西遼。

- 元代稱蒲類為巴爾庫勒，隸甘肅行省。

- 明永樂四年（1406年）設哈密衛。

- 明末属瓦剌和硕特部。

- 康熙三十六年（1697年），哈密内附。

- 康熙五十四年（1715年），改巴爾庫勒為巴里坤。

- 雍正九年（1731年），置安西同知，隸屬甘肅布政使。

- 乾隆二十五年（1760年），置巴里坤直隶厅，在巴里坤設領隊大臣。

- 乾隆二十七年（1762年），巴里坤设置提督府。

- 乾隆二十九年（1764年），改为巴里坤镇标。

- 乾隆三十八年（1773年），设镇西府，又設巴里坤道，府下轄宜禾、奇台兩縣，府治在宜禾，屬甘肅省和烏魯木齊都統共同管轄。

- 乾隆四十一年（1776年），巴里坤道移駐迪化，改稱鎮迪道。

- 咸豐三年（1853年），改鎮西府為鎮西直隸廳，隸屬鎮迪道。

- 咸丰五年（1855年），裁府改设镇西直隶厅，宜禾縣入廳治，奇台縣劃歸迪化。

- 民国二年（1913年），撤厅设镇西县。

- 民国二十三年（1934年），划归哈密行政区。

- 1954年年初，恢复巴里坤县名，后成立巴里坤哈萨克自治区，隶属于哈密县。

- 1955年，改巴里坤哈萨克自治区为巴里坤哈萨克自治县。

- 2001年10月，撤销奎苏乡建制，设奎苏镇。

- 2001年12月28日，撤销大河乡建制，设大河镇。

## 政治史
- 汉宣帝本始二年（前72年），汉宣帝派赵充国为蒲类将军。

- 東晉咸和二年（327年），伊吾劃屬敦煌郡治理，索孚為伊吾都尉。

- 康熙三十七年（1698年），清廷派員到哈密按蒙古王公例編制旗隊，劃為鑲紅旗，委任官佐。

- 1981年6月24日，首次县、乡镇两级人民代表选举開始，至8月14日，选出乡镇代表253人，县人民代表150人。

- 1981年8月17~26日，政协第五届委员会第一次会议，選舉第五届委员会主席冯元德，副主席王忠民、沙汉·奴尔塔扎、考奎·吐尔逊拜、艾尼尔汉·苏鲁。

- 1981年8月18~24日，巴里坤县八届人民代表大会第一次会议，撤销县革委会，選舉赛明·台卡为人大常委会主任、克里木江·努尔萨帕当选为县长。

- 1984年7月，平反1958年修青年渠和1959年4个“反革命暴乱集团”错案。

- 1984年7月8~15日，政协第六届委员会第一次会议選舉赛明·台卡为委员会主席。

- 1984年7月9~15日，巴里坤县九届人民代表大会第一次会议選舉木哈买提江·达吾提为县人大常委会主任、热里杰甫·别尔阿勒为县长。

- 1984年12月，全县农牧区政、社分離，召开乡镇人民代表大会。

- 1987年7月27~29日，巴里坤县政协第七届委员会第一次会议选举木哈买提江·达吾提为委员会主席。

- 1987年7月27~31日，巴里坤县十届人民代表大会第一次会议選舉吐尔逊·乔太为县人大常委会主任、热里杰甫·别尔阿勒为县长。

- 1987年8月，廖邦清接替调至哈密行署工作的王祯任县委书记。

- 1990年3月24~27日，政协巴里坤哈萨克自治县第八届委员会一次会议召开，选举赛提哈吉·卡贝都拉为委员会主席。

- 1990年3月25~29日，巴里坤县十一届人民代表大会一次会议選舉托乎提买买提·艾里木汗为县人大常委会主任、吐尔逊·乔太为县长。

- 1992年1月11~13日，中共巴里坤县第七次党代会召开，選舉潘宝生为县委书记。

- 1993年2月21~25日，政协第九届委员会第一次会议选举沙德胡鲁·毕拉力为第九届委员会主席。

- 1993年2月23~26日 巴里坤县十二届人民代表大会一次会议選舉托乎提买买提·艾里木汗为县人大常委会主任、吐尔逊·乔太为县长。

- 1995年3月5日，全县12个乡镇党委换届选举工作结束，共选出52名党委委员，其中少数民族20人、女性2人。

- 1996年5月11日，时任中国石油天然气总公司总经理周永康為石油系统对口扶贫項目石油希望小学题写校名。

- 1996年9月12日，魏天哲被任命为县委书记，潘宝生调至哈密地区工作。

- 1997年1月6~8日，中共巴里坤县第八次党代会选举魏天哲为县委书记。

- 1998年1月2~5日，政协第十届委员会一次会议选举沙德胡鲁·毕拉力为委员会主席。

- 1998年1月5~8日，巴里坤县十三届人民代表大会一次会议選舉托乎提买买提·艾里木汗为县人大常委会主任、努尔恰里甫·恰开为县长。

- 2001年6月8日，中共中央政治局常委、国家副主席、中央军委副主席胡锦涛到巴里坤县山南开发区视察工作。

- 2001年9月12~14日，中共巴里坤县第九次党代会选举于忠良为县委书记。

- 2002年12月27~29日，巴里坤政协第十一届委员会选举委员会主席托汉·马依夏义。

- 2002年12月28~30日，巴里坤县十四届人民代表大会一次会议選舉巴乔·哈米提为县人大常委会主任、努尔恰里甫·恰开为县长。

- 2005年12月，王健全接替于忠良任县委书记。

- 2006年7月19日，中共巴里坤县第十次党代会选举王健全为县委书记。

- 2007年11月22~24日，政协第十二届委员会第一次会议选举木哈马旦·勿交拜为委员会主席。

- 2007年11月22~25日，县第十五届人民代表大会第一次会议选举哈斯木汉·木巴拉克为县人大常委会主任、斯德克·苏里堂别克为县长。

- 2008年10月7日，陈毅士被任命为巴里坤县委书记。

- 2009年3月14日，哈密地委任命叶尔江·胡斯满为县委副书记、县长。

- 2010年1月20日，巴里坤县十届人民代表大会三次会议选举叶尔江·胡斯满为县长。

## 社會史
- 雍正七年（1729年），修巴里坤漢城。

- 乾隆三十七年（1772年），在巴里坤再筑兵城，號會寧城。

- 同治十三年（1874年），左宗棠經略西域，大批陕西、甘肃民众迁入镇西，镇西逐渐成为军事重镇。

- 光緒九年（1883年）后，阿勒泰等地的哈萨克族牧民陆续迁入。

- 1982年7月1日，中国第三次人口普查在巴里坤县结束。截至6月30日，县境内常住人口98622人，其中女性48333人。

- 1989年12月，制定《少数民族计划生育若干问题的规定》，城市户口的夫妇不准生第4个，农村户口经批准可生第4个。

- 1991年4月4日，县政府作出《巴里坤汉族居民计划生育若干问题的暂行规定》。

- 1993年2月，巴里坤县运输公司开通巴里坤至乌鲁木齐的客运班车。

- 1997年10月13日，巴里坤县为期3年的改水工程全部完成，边远农牧区世代饮用涝坝水的历史结束。

- 1999年6月25日，哈密地区6个政府部门为巴里坤县捐赠价值4.3万元的城市卫生设施。吐哈油田投入扶贫资金145万元，在奎苏乡二十里村铺设喷灌管线。

- 1999年8月24日，总投资2598万元的巴里坤农村电网改造工程启动。

- 1999年12月，巴里坤县被自治区政府评为农机技术推广先进县。

- 2000年5月18日，由广东省投资255万元援建的巴里坤县人民医院广东楼動工。

- 2001年6月，巴里坤县实现客运班车村村通，客运通车里程549千米，有15条客运线路。

- 2001年11月28日，巴里坤县获自治区双拥模范县称号。

- 2002年4月27日，自治区重点建设项目巴木（巴里坤—木垒）公路動工，系国家二级公路、自治区重点建设项目哈密—巴里坤—木垒—乌鲁木齐公路路段。

- 2002年9月，新疆生物地理研究所考察巴里坤湖泊湿地，编制《巴里坤湿地生态功能保护项目建议书》《巴里坤湿地及环境污染综合治理项目》。

- 2003年5月10日，巴里坤县投入400万元，长1.75千米，宽12米的湖滨路开工建设。

- 2003年6~10月，投入50万元对西城门进行维修，搬迁保护区内的住户46家，调整和停种耕地9.33公顷。

- 2004年9月，巴里坤湿地纳入国际湿地名录。

- 2008年5月10日，下涝坝乡至大红柳峡乡67千米通达公路续建工程動工。

- 2008年5月20日，博尔羌吉镇至萨尔乔克乡37千米重点农村公路動工。

- 2008年5月26日，三塘湖乡至牛圈湖69.8千米重点农村公路動工。

- 2008年6月23日，巴里坤县城北门至花园乡公路及县道105线大桥動工。

- 2009年3月5日，县政府召开环保工作会议，县长与15个相关部门签订《环境保护目标责任书》。

- 2009年4月10日，奎苏镇奎苏村环境综合整治项目、巴里坤湿地污染综合治理及生态修复项目、萨尔乔克乡天然草场生态修复项目开始实施。

- 2009年6月20日，新建的1200公顷高效节水滴灌工程全部完工。

- 2010年9月2日，由中石油新捷燃气公司建设的巴里坤县天然气工程启动。

## 文教史
- 1982年2月6日，奎苏公社南湾大队发现3000年前的古墓群。

- 1982年5月，在松树塘发现东汉任尚碑。

- 1980年5月，成立《巴里坤哈萨克自治县概况》编委会。

- 1981年5月1日，巴里坤县影剧院落成。

- 1981年9月15~21日，中国第二届骆驼育种会议在巴里坤召开。

- 1982年9月，巴里坤哈萨克自治县民族中学成立。

- 1982年11月，巴里坤县无线电转播台落成。

- 1983年7月11日，县政府成立《巴里坤哈萨克自治县志》编纂委员会，县长克里木江·努尔萨帕任主任。

- 1983年11月20日，县兽医站兽医师姚晓崇的野外人工授精科研成果经自治区、哈密地区畜牧兽医站等部门鉴定通过。

- 1984年2月15日，投资58万元建設巴里坤电视录转台。

- 1984年8月，《巴里坤哈萨克自治县概况》由民族出版社出版发行，全书12万字，为国家民委民族问题五种丛书之一。

- 1985年3月，开始编撰《巴里坤地名图志》。

- 1989年3月，《巴里坤地名图志》編寫完成并出版发行。

- 1990年12月9日，南湾古墓葬、兰州湾子石结构建筑遗址被列为自治区文物保护单位。

- 1993年3月，《巴里坤哈萨克自治县志》出版发行，9月在中国首次地方志评比中获优秀成果二等奖。

- 1994年4月，由上海大众汽车有限公司援建的奎苏乡二十里小学建成，并更名为上海大众奎苏希望小学。

- 1995年12月初，海子沿乡的巴里坤首个绒山羊良种选育场完成1430只母山羊的人工授精工作，受精率60%。

- 1997年10月24日，巴里坤县山南牙吾龙扶贫开发区学校举行落成典礼。

- 1999年2月5日，在新疆医学院肝胆、血管专家的协助下，县医院首次成功完成肝叶切除手术。

- 1999年8月6日，巴里坤县兰州湾子遗址、汉城遗址、满城遗址、仙姑庙遗址和地藏寺遗址被列为自治区文物保护单位。

- 1999年11月5日，巴里坤县通过基本普及九年义务教育、基本扫除青壮年文盲的评估验收。

- 2000年7月，完成地藏寺内的凉亭、东西厢房，仙姑庙内过亭、日光楼、月光楼、照壁等维修工程。

- 2001年7月，大河古城被列为中國国家级文物保护单位。

- 2002年1月9日，县长努尔恰里甫·恰开公布《巴里坤哈萨克自治县境内文物保护管理暂行办法》。

- 2002年5月3日，牙吾龙扶贫搬迁开发区由广东省湛江市捐资50万元、巴里坤县配套投资25万元改扩建而成的广东湛江小学举行落成。

- 2002年8月，西北大学的勘测调查认为县境内岳公台至西黑沟存在一规模巨大的古遗址群，有古建筑基址11组100多座、墓葬200余座、岩画1000多幅。

- 2003年1月5~12日，巴里坤县境内脊椎动物化石经自治区文物管理局矿产研究所鉴定为距今1.3亿年前的恐龙化石，同月巴里坤县被国家文化部授予首批全国文物工作先进县称号。

- 2004年4月20日，王善桂家古民宅、怪石山庄景区分别被国家旅游局评为国家级旅游A、AA级景点。

- 2004年6月，《中国共产党巴里坤哈萨克自治县简史》出版，全书19万字，为中共新疆地方史丛书之一。

- 2004年6~9月，新疆文物考古研究所和西北大学考古系对东黑沟遗址中石筑高台1座，石围居址2座，中小型墓葬9座进行发掘，确认其为一处规模较大、具有代表性的古代游牧文化大型聚落遗址。

- 2005年4月14日，兰州湾子遗址的岩画中发现新疆岩画中极其少见的龙图案。

- 2005年7~9月，西北大学考古系对东黑沟遗址进行较全面的调查和测绘。

- 2006年7月3日，自治区政府授予巴里坤县城自治区历史文化名城称号。

- 2007年3月29日，巴里坤小曲子，巴里坤民间故事，巴里坤抬阁、脑阁，巴里坤汉族节日民俗，巴里坤哈萨克族动物舞5个非物质文化遗产项目被列入自治区第一批非物质文化遗产保护名录。

- 2007年6月19日，巴里坤草原上哈萨克族的“熊舞”入选新疆非物质文化遗产保护名录。

- 2007年7月，巴里坤县农机局研制出的薯类起垄种植镇压总成技术设备成功申请国家专利。

- 2008年4月11日，东黑沟遗址入选中国十大考古新发现。

- 2008年11月，巴里坤古城景区被评为国家AAAA级旅游景区。

- 2010年4月20日，河南援建的首個項目西黑沟望海水库开工，設計库容625万立方米。

- 2010年7月18日，巴里坤古城景区正式开业。

## 經濟史
- 1982年10~11月，农业局和大河公社的负责人赴江苏、安徽、山东学习农业包产到户经验。

- 1983年3月，家庭联产承包责任制在129个农业生产队推行，占全县农业队总数的81.13%。

- 1983年12月6日，县委通过《推行牧业大包干生产责任制的意见》。

- 1985年7月23~28日，恢复传统的农历六月六物资交流会。

- 1985年10月，轻工修造厂生产出容量为4吨和5吨的硫化碱蒸发锅。

- 1986年4~6月，萨尔乔克区黄土场完成3300公顷草料基地配套建设规划，同时播种饲料266.67公顷，植树1.87万株，混播苜蓿240公顷。

- 1986年6月，巴里坤县在莫钦乌拉山南坡飞机播种老芒麦牧草1766.67公顷。

- 1987年5月27日，在全县国营企业全面实行厂长、经理任期目标责任制和任期终结审计制。

- 1987年7月底，自治区化工总公司和陕西省化工地质队探明巴里坤湖芒硝儲量5224万吨。

- 1987年8月20日，巴里坤县农技站申报的春小麦新品种系“1-16（白）”定名为“巴里坤小麦1号”（简称巴麦1号）。

- 1987年10月3日，县委作出城镇住房制度改革决定，凡行政机关、事业单位职工没有私房而住公有住宅者，将原有公房作价卖给个人。

- 1989年9月6日，年产30万吨芒硝机械化开采工程动工。

- 1988年12月24日，全长7.05千米的八墙子乡大熊沟截潜引水管道工程竣工，管道流量0.5立方米/秒，灌溉200公顷农田和466.67公顷饲料基地，解决1万头牲畜的饮水问题。

- 1991年9年30日，年产30万吨的芒硝机械化开采工程竣工投产。

- 1991年11月，老爷庙口岸正式开通边境商业贸易。

- 1991年12月25日，投资1287万元、年产原煤9万吨的巴里坤煤矿混合斜井竣工投产。

- 1992年4月，林管站将萨尔乔克乡的阿什哈拉山周围800平方千米辟为狩猎场，开放陶赖泉、黄泉、小青山3个狩猎点。

- 1992年6~7月，人工造巢吸引4万多只粉红椋鸟控制蝗区面积6700公顷。

- 1993年3月，首次在塑料暖棚种植的番茄、辣椒、黄瓜、豆角等蔬菜上市。

- 1994年8月1日，设计年炼油3000吨的三塘湖联合小炼油厂建成投产。

- 1995年11月3日，在石人子乡和花园乡推行草场长期有偿分户承包责任制试点。

- 1996年1月，在全县推广草场长期有偿分户承包责任制。

- 1996年3月6日，世界银行提供1996~2000年无息贷款60万美元，用于发展教育事业。

- 1996年12月10日，自治区政府批准巴里坤为牧业县。

- 1997年1997年9月1日，巴里坤县首家改制试点单位二轻服装厂实行职工全员买断。

- 1997年9月28日，由军马场所建的哈密二电厂二期扩建配套工程山北输变电工程完工并開始运行。

- 1997年11月20日，三塘湖石油勘探项目在牛圈湖侏罗系探测出石油控制储量2000万吨，牛圈湖二叠系试出3个层出油。

- 1999年3月18日，县化工厂破产，以65万元被拍卖。

- 2000年7月9日，乌沟水库开工建设，总投资2260万元，设计库容250万立方米。

- 2000年8月10日，出台《关于发展家庭式农（牧）场实施意见》，鼓励家庭农牧场经营，经营权30年不变。

- 2006年4月6日，三塘湖乡东北约95千米处发现一面积约120平方千米的大型玛瑙山群。

- 2006年4月12日，巴里坤山南开发区5万头生猪养殖扩建项目启动。

- 2006年3月28日，巴里坤县盐化工工业园区一期工程动工。

- 2006年7月26日，奎苏镇的新疆哈密俊业制麦有限公司正式投产。

- 2007年12月3日，日处理礦石200吨的宏泰矿业有限公司黄金选矿厂建成投产。

- 2009年9月24日，华能巴里坤三塘湖风电厂49.5兆瓦一期建设项目、新疆银鑫矿业投资有限公司巴里坤黑眼泉煤矿120万吨煤矿项目开工。

- 2010年7月7日，华能三塘湖49.5兆瓦二期风电场建设项目开工。

## 災害史
- 1980年10月8日，奎苏公社煤矿發生瓦斯爆炸，造成17人死亡。

- 1985年6~7月，治蝗站牧鸡灭蝗，共投放鸡9900只，防治面积0.67万公顷。

- 1985年7月4日，花园乡花庄子村突降冰雹，毁农田71.73公顷，其中38.47公顷绝收，57户农民受灾。

- 1985年7月5日，博尔羌吉戈壁降暴雨，县化工厂的生产设施及原料被冲毁，直接经济损失29万元。

- 1988年4月29日，奎苏乡柳条河突发融雪性洪灾，毁柳条河水库引水干渠1千米及配套水利设施，淹没已播麦田133.33公顷，造成经济损失14.4万元。

- 1988年7月24日，奎苏乡至石人子乡一带降暴雨，山洪冲毁乌沟、小沟、奎苏沟、石人子东沟17.6千米渠道、6座桥、119间农舍、166.67公顷麦田，淹死牛马羊500余头，造成经济损失107.6万元。

- 1989年11月9日，县煤矿21号井发生煤尘爆炸，造成17名工人遇难。

- 1991年4~6月，巴里坤县發生有气象记录以来最严重的干旱和蝗灾，播种面积僅完成74%，旱灾面积1万公顷，蝗灾面积3.33万公顷，绝收面积1500公顷。

- 1994年6月，雷暴天气造成的洪水冲毁各类防渗渠道3855米，冲走土石5000立方米，淹没农田25.6公顷，75台农用变压器遭雷击损坏，直接经济损失55万元。

- 1995年7月19日，巴里坤县突降暴雨，降雨量64.3毫米，冲毁部分农田水利设施及部分住房，冲走大量牛羊，直接经济损失600多万元。

- 1996年4月16日，下涝坝水库被洪水冲毁，直接经济损失55.88万元。

- 1996年7月26~28日，县境内连降暴雨，县城累计降水69.6毫米，最大洪峰流量136立方米/秒，全县2.44万人受灾，600多间住房倒塌，直接经济损失8332.9万元。

- 1996年8月30日，大风和雨雪造成3189.13公顷农作物受灾，小麦减产397万千克，豌豆减产3.3万千克、大麦减产6.6万千克，马铃薯减产375万千克，10公顷油菜绝收，1511只羊和52头大畜冻死。

- 1997年6月25日~26日，全县普降大到暴雨，主要山沟暴发洪水，小麦受灾320公顷，瓜田受灾20公顷，冲毁渠道7千米、道路15千米、草场33.33公顷，淹死牲畜135只，直接经济损失626.49万元。

- 1998年4月18日，巴里坤县遭受特大沙尘暴袭击，造成经济损失1084万元。

- 2000年3月26~28日，特大洪水袭击大河乡、奎苏乡和海子沿乡，冲毁干渠8米、防渗渠21.5千米、道路8.8千米、桥涵19座、闸门12座、农家围墙699米，受淹农田321公顷、房屋117间。

- 2000年6月，三塘湖、大红柳峡、下涝坝等地发生大面积春尺蠖虫害，虫害面积占全县林地面积的75%。

- 2001年8月，巴里坤遭遇大旱灾，全县6000公顷农田受灾，其中近1333.33公顷绝收，直接经济损失1000多万元。

- 2005年8月28日，奎苏镇奎苏村遭受洪水袭击，95间民房倒塌，168间民房受损，13.3公顷农田被毁，直接经济损失491万元。

- 2006年2月6日，县境内连降大雪，最低气温降至零下34℃，西山牧区平均雪深40厘米，山区达到60～80厘米，草场受灾面积21.33万公顷，受灾牲畜25.89万头，受灾牧民9 224人。

- 2006年6月26日，巴里坤县首次发生叶甲虫害。

- 2010年1月19日，巴里坤降大雪，西山牧区积雪60~80厘米，造成1 631头只牲畜伤亡，直接经济损失100余万元。

- 2010年5月1日，奎苏镇暴发融雪性洪水，造成柳条河水库入水口决堤，经过两昼夜抢险险情解除。

- 2010年6月21日，三塘湖乡突降暴雨，降水量达到26.8毫米，局部地区达到40～50毫米，并伴有冰雹。受灾人口200多户800多人，经济损失700多万元。

- 2010年9月4日，奎苏镇突降大雪，未收割的农作物被雪覆盖大片倒伏，全镇农作物受灾面积6 433.33公顷，大麦、小麦、马铃薯等受灾严重。

- 2003年7月11日，巴里坤县境内突降暴雨，海子沿乡、萨尔乔克乡、下涝坝乡和黄土场开发区發生洪水，直接经济损失587.7万元。

- 2004年6月，大河镇、大红柳峡乡昌家庄子、下涝坝乡吴昌沟、八墙子乡、石人子乡大泉湾村507头牲畜感染口蹄疫。

- 2004年8月，三塘湖乡遭洪水，造成81户农民的房屋和93.3公顷哈密瓜受灾，经济损失689万元。